# Schranz
Schranz ist eine harte, repetitive und schnellere (meist zwischen 140 und 160 BPM) Stilrichtung der elektronischen Tanzmusik, genauer des Techno. Sie zeichnet sich durch die häufige Nutzung von Geräuschen und maschinenähnlichen Klängen und durch repetitive, verzerrte Percussionloops und einen meist monotonen Charakter aus. Damit ist Schranz eine Variante des Tool- und Looptechno und kann als Vorläufer von Hard Techno bezeichnet werden.

## Geschichte
Der Begriff wurde ursprünglich 1994 von dem Gießener Produzenten, Radiomoderator und DJ Chris Liebing zusammen mit dem Frankfurter DJ Toe im Frankfurter Plattenladen BOY Records populär gemacht und als Partymotto auf mehreren Flyern des Frankfurter Technoclubs Omen abgedruckt (Birthday Schranz) sowie 1999 als Name für eine seiner Schallplatten verwendet (The Real Schranz). Ab 1999 wurden im U60311 (Frankfurt) Schranz-Events wöchentlich an jedem Freitag veranstaltet, wodurch die Verbreitung des Genres durch Bildung einer Fanbase enorm gefördert wurde. Chris Liebing erklärte in einem Interview, dass schranzen als von seinem Freund spontan ausgerufenes Synonym zu schreddern entstanden ist, welches er vor der Entstehung des Begriffes als Bezeichnung für harte Lieder, die "krass, übersteuert und dreckig klängen" verwendet hat, ohne dabei eine bestimmte Schnelligkeit oder Härte beschreiben zu wollen.
Das Wort gewann mit der Zeit immer mehr an Popularität. Heute wird der Begriff Schranz nicht mehr nur in seinem Ursprungsland Deutschland verwendet, sondern beschreibt mehr und mehr auf der ganzen Welt den Klang von hartem deutschem Techno. Von einem Modewort, das monotonen und perkussionsgeladenen Techno verschiedener Richtungen (Monotone-, Progressive Techno) beschreibt, ist Schranz so zu einer eigenständigen Genrebezeichnung geworden.
Die häufig mit düsteren Klängen bestückte Musikrichtung ist meist auf Loops von Trommeln, Rasseln oder Fabrikgeräuschen gestützt, untermalt von harten, treibenden Bässen (die jedoch nicht im Vordergrund stehen) oder gar durchgehenden Basslines (beispielsweise den bekannten Sägezahn-Synthesizern). Da die Unterschiede in dieser Musik (Ton, Rhythmus oder Effekte) sehr subtil sind, wird Schranz häufig als monoton empfunden. Deshalb werden Schranzplatten hauptsächlich in Clubs zum Steigern der Stimmung und der Geschwindigkeit des individuellen Sets verwendet.
Die schnelle Verbreitung von Schranz in der Clubszene trug dazu bei, dass Schranz sehr viele Einflüsse von anderen Richtungen elektronischer Musik bekam. Oft werden Sets der Richtungen Electro oder House auf Schranz gespielt. Das heißt, der oft monotone Schranz öffnet sich anderen Gattungen des Techno, was ihn interessanter für ein größeres Publikum macht. DJs machen sich z. B. Melodien oder Passagen aus bekannten Songs und Tracks zu Nutze, um daraus Remixe zu erstellen, die einen Wiedererkennungswert besitzen.

## Beispiele für Schranz-DJs und -Produzenten
- Chris Liebing
- DJ Rush
- Mario Ranieri